# Soubré
Soubré är en ort i Elfenbenskusten. Den ligger i distriktet Bas-Sassandra, i den sydvästra delen av landet, 190 km sydväst om huvudstaden Yamoussoukro. Folkmängden uppgår till cirka 100 000 invånare.